# 阿爾普洛斯 (紐約州)
阿爾普洛斯（英語：Alplaus）是位於美國紐約州斯克內克塔迪縣的非建制地區。

## 歷史
阿爾普洛斯的郵局於1888年設立，其後於1974年停運。

## 地理
阿爾普洛斯所處的海拔為高於海平面64米（即210英呎），而該地所採用的時區為UTC-5，即北美东部时区（EST）。同時該地設有夏令時間，為UTC-5調快一小時，即UTC-4（EDT）。